# Edu Martínez
Eduardo Martínez Balmaseda, detto Edu (Logroño, 5 maggio 1990), è un cestista spagnolo.